# نيكست ستيب
نيكست ستيب (بالإنجليزية: NeXTSTEP) هو نظام تشغيل كائني التوجه متعدد المهام (بالإنجليزية: Object oriented, Multi tasking Operating System)، طور بواسطة شركة نكست ليعمل على منتجاتها من محطات العمل (بالإنجليزية: Work Stations)، مثل جهاز نيكست كيوب NeXTcube.
ظهر أول إصدار تجريبي من نيكست ستيب (إصدار 0.8) مع إطلاق جهاز نيكست كمبيوتر في 12 أكتوبر 1988. أول إصدار كامل، نيكست ستيب 1.0، ظهر في 18 سبتمبر 1989. اخر إصدار، 3.3، صدر في بداية 1995، حيث أصبح لا يعمل فقط على معالجات عائلة موتورولا 68000 المستخدمة في أجهزة نيكست، بل أيضا على معالجات انتل x86، سبارك وبيه-ريسك.
تم تعديل نيكست ستيب لاحقا لفصل طبقة نظام التشغيل عن الطبقة الأعلى لمكتبات البرمجة الكائنية، النتيجة كانت اوبن ستيب، والذي عمل على الكثير من أنظمة التشغيل. نظام تشغيل ماك أو إس x من أبل هو سليل مباشر لنيكست ستيب، عن طريق أوبن ستيب.